# チェアスキー

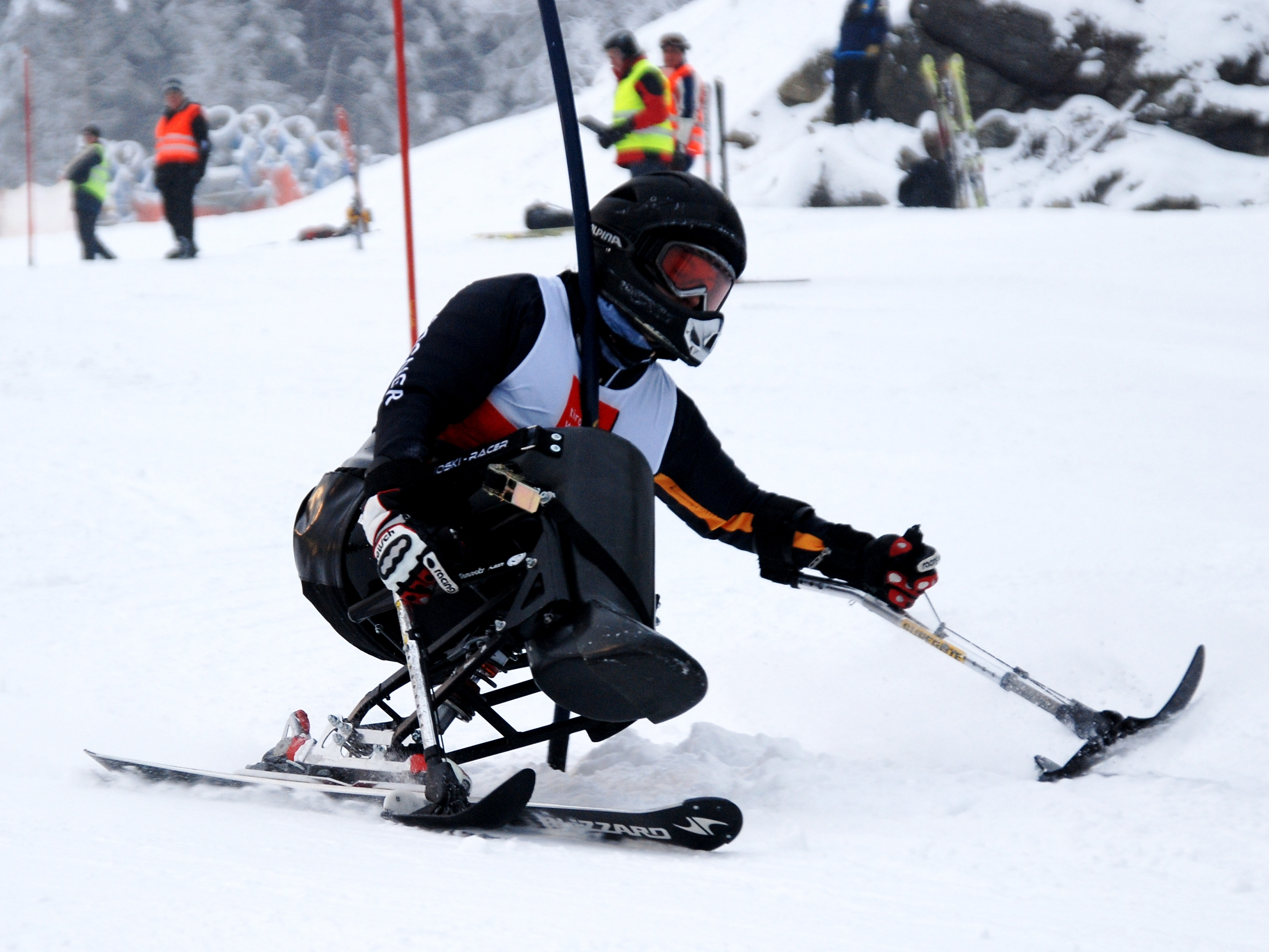
2010年 回転競技

チェアスキー（英語: sit-skiまたはoutrigger skiまたはmonoski）は、障害者スポーツのうち、座位で行うアルペンスキー競技及び、それに使用する用具。

## 概略
主に下肢に障害のあるスキーヤーがレジャーとして、または競技として、座席にスキー板を固定し、滑降などを行う。冬季パラリンピックにおいても座位のクラスが設定されている。

### アルペンスキー
傾斜面を滑降する競技である。用具はサスペンションやショックアブソーバーを組み込んだ金属フレームが、炭素繊維等を使用したFRP製のバケットシートを支える形状である。スキー板への固定は、スキーブーツと同じ方法（ビンディング）により行う。初心者は2本板（バイスキー）、上級者は1本板（モノスキー）を使用する。また両手には、ストックの先に短いスキー板がついたアウトリガーを装着する。モノスキーを使用した滑降において、上級者では時速100km程度に達する。

## 呼称
「チェアスキー」は日本独特の呼称であり、主にメカニカルな衝撃吸収機構の付いたもの、またはそれを使用して行う競技を指すが、海外での正式な呼称はsit-skiである。なお、整地されたコースを腕の力だけで走破する、クロスカントリースキーで使用するものは、日本においてもシットスキーと呼ばれる。
| 競技                       | 日本での呼称 | 海外での呼称                    |
| -------------------------- | ------------ | ------------------------------- |
| アルペンスキー座位         | チェアスキー | sit-ski, outrigger ski, monoski |
| クロスカントリースキー座位 | シットスキー | sit-ski                         |

## 歴史

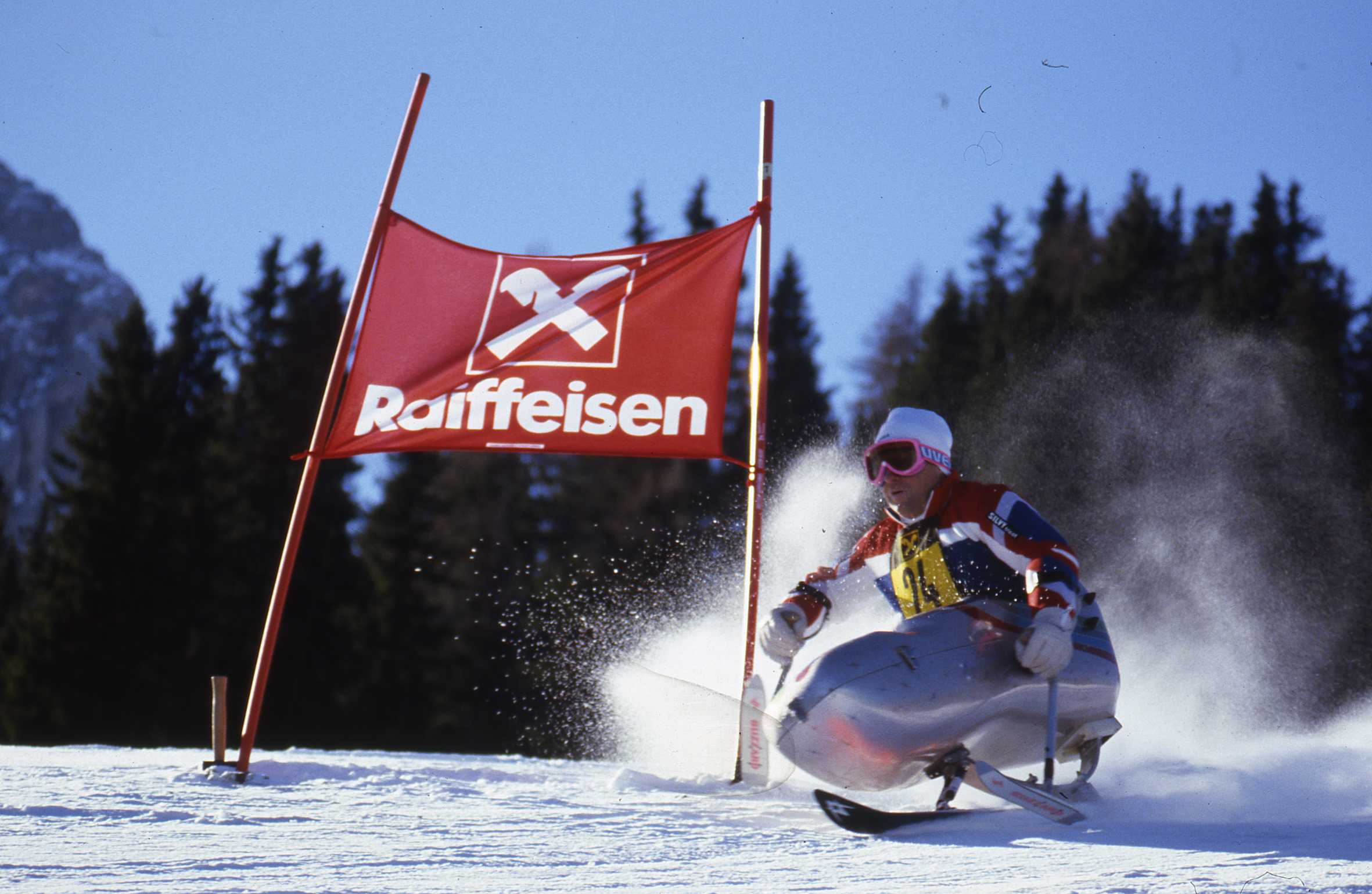
1988年 板ばね使用

- 1970年代後半、北アメリカにおいてアルペンスキーのために開発された。当時はそりのような形状であり、ターンができないものであった。
- 1978年にアメリカのピーター・アクセルソンによって、ターンが可能なものが発明された。
- 1980年代前半には、衝撃を吸収するために板ばねが使用された。
- 1984年、インスブルックパラリンピックにおいて、デモンストレーションとして実施された。
- 1988年、インスブルックパラリンピックにおいて正式種目として採用された。

## 日本におけるチェアスキー開発の歴史
日本においては神奈川県の福祉関係者が、車椅子使用者にもスキーを楽しんでもらうために研究を始めたのが開発のきっかけとなり、1980年に神奈川総合リハビリテーションセンター（神奈川リハ）にて誕生した。また1998年に長野県で開催された長野パラリンピックにおいて、日本選手が使う用具を産学官共同で開発に当たったことが、世界的にも高いレベルを維持できている要因である。
- 1975年 開発開始[3]
- 1980年 1型機[1][4]
- 1984年 2型機/制動用のハンドブレーキなど過剰な装備を取り除いた。また、アウトリガーを採用し、シートとスキーの連結部分にショックアブソーバーも取り付けられた。
- 1987年 3型機/チェアリフトへの乗降が可能となったが、いったんリフトを止める必要があった。
- 1988年 インスブルックパラリンピック開催。銅メダル2個を獲得。
- 1990年 4型機/高速な滑降が可能となり、競技会への参加も可能となった。
- 1992年 アルベールビルパラリンピック開催。銅メダル2個を獲得。
- 1994年 リレハンメルパラリンピック開催。銀3、銅3の好成績を収める。

これとは別に、1980年頃から北海道札幌市の北海道立肢体不自由者訓練センター（当時、現在の北海道立子ども総合医療・療育センター）の職員によって、神奈川県の施設にて作られていたチェアスキーを参考に、壊れた椅子・パイプ・不要のスキー板といった廃物利用品にバイクのショックアブソーバーを組み合わせ、ターンを可能として非常用ブレーキも備えた3本スキータイプの、現在のチェアスキーに通ずるそりが考案・試作されており、1982年（昭和57年）2月13日に全道ハンディキャップスキー大会会場となった北見市の北見若松市民スキー場で完成品2台の披露と試乗会が行われ、参加者や試乗体験者からかなりの好評を得ていたという。

### 長野モデル
- 1996年 世界選手権（オーストリア）開催。この頃から諸外国のアルペン用シットスキーの性能が向上し始め、2年後の長野パラリンピックに向けて、チェアスキーの本格的な研究開発が迫られた。
  - 長野パラリンピックに出場するナショナルチームを支えるため、企業や大学が開発チームに加わった。[6]
- 1998年 長野モデルが完成。
  - ショックアブソーバーとサスペンション機構について、ドイツ製スキーを徹底的に研究。日本の障害者スキー史上初の金メダルを獲得。（大日方邦子、志鷹雅浩）

### ソルトレークモデル
- 2002年 長野モデルをより進化させ、空気抵抗を6～24%減らしたソルトレークモデルが完成[7]。ソルトレークシティパラリンピックにおいて、銅2個を獲得。

### トリノモデル
- 2006年 さらに進化したトリノモデルが完成。トリノパラリンピックにおいて金1、銀4、銅1のメダルを獲得。
- 2010年 トリノモデルを改良し[8]バンクーバーパラリンピックにおいて、金1、銀2、銅4のメダルを獲得。

### 販売
現在、普及型の長野モデルと、競技者向けのトリノモデルが購入可能である。

### 開発団体
- 神奈川県総合リハビリテーションセンター[10]
- 横浜市総合リハビリテーションセンター
- 横浜ラポール
- 東海大学工学部
- ヤマハ発動機株式会社
- KYB株式会社（ショックアブソーバー担当）[11]
- 日進医療器株式会社
- 川村義肢（バケットシート担当）